# 衛輝府

卫辉府在河南省的位置（1820年）

卫辉府，明朝设置的府。在今河南省境。管轄地域是今天的新鄉市市區及郊縣。

## 沿革
元朝时为卫辉路，直隶中书省。
明朝洪武元年（1368年）改为卫辉府，治汲县（今河南省卫辉市），属河南等处承宣布政使司。领六县：汲县、胙城县、新乡县、获嘉县、淇县、辉县。
民国初年，全国废府州厅改县，卫辉府废。

## 藩封
明穆宗第四子、明神宗同母弟潞王朱翊镠受封于此，后来南明监国的第二代潞王朱常淓出生于此。

## 明代知府
- 孫振，直隸合肥人，洪武年任
- 胡如，四川贡士，永樂年任
- 崔颢，北直枣强贡士，永樂年任
- 葉宣，福建進士，宣德年任
- 张亨，北直通州举人，正統十年由本府同知升任
- 张志，陕西西安举人，正統年任
- 刘杰，陕西永寿举人，天顺二年由刑部员外郎升任
- 赵文博，山西代州进士，天顺八年由淳化知县升任
- 邢表，北直文安进士，成化年任，十五年升山东左参政
- 熊懷，江西丰城舉人，成化年任
- 张谦，山东肥城舉人，成化年任
- 张咨，山东商河进士，成化年任
- 王俨，湖广进士，弘治年任，弘治七年升河南左参政
- 金舜臣，山西临汾进士，弘治年任
- 严贞，湖广孝感进士，弘治年任
- 史俊，北直蓟州进士，弘治年任
- 高友玑，浙江乐清進士，正德年任，五年升江西左参政
- 葉永秀，正德五年任
- 边贡，山东历城进士，正德年任
- 裴卿，陕西乾州进士，正德年任
- 刘绎，山西代州进士，正德年任
- 王綖，北直開州进士，正德年任，十四年升湖广副使
- 翟鹏，北直撫寧進士，正德年任
- 申綸，北直永年進士，嘉靖二年任，四年调任常州府
- 劉希龍，山东安丘进士，嘉靖四年任
- 张承恩，北直易州进士，嘉靖九年任
- 吕顓，陕西宁州进士，嘉靖十年任
- 孙继鲁，雲南衛進士，嘉靖十四年任
- 王聘，山东利津进士，嘉靖十六年任
- 劉璽，北直保定进士，嘉靖十八年任
- 歐思誠，北直顺天进士，嘉靖十九年任
- 陳澍，江南合肥进士，嘉靖二十年任
- 劉注東，山东茌平进士，嘉靖二十二年任
- 姜恩，四川广安进士，嘉靖二十四年任
- 李用和，山东益都进士，嘉靖二十五年任
- 郭乾，北直任丘进士，嘉靖二十六年任
- 劉光濟，江南江阴进士，嘉靖三十年任
- 范充濁，北直霸州进士，嘉靖三十二年任
- 李心學，江南临淮进士，嘉靖三十五年任
- 陈庆，江西永丰进士，嘉靖三十八年任
- 孫一正，陕西渭南进士，嘉靖四十一年任
- 张升，山西阳城进士，嘉靖四十三年任
- 朱應時，羽林卫籍浙江餘姚进士，隆慶二年任
- 王天爵，江南吴县进士，隆慶五年任
- 张道明，金吾后卫籍餘姚进士，萬曆元年任
- 暴孟奇，山西屯留进士，萬曆三年任
- 崔孔昕，山东滨州进士，萬曆七年任
- 劉啓元，山东武城进士，萬曆九年任
- 吴之美，山东登州卫进士，萬曆十二年任
- 周思宸，浙江餘姚进士，萬曆十二年任
- 霍鹏，北直井陉进士，萬曆十七年任
- 曹鈇，山东长清进士，萬曆十八年任
- 王時濟，山西稷山进士，萬曆年任
- 劉遷，萬曆年任
- 劉元會，萬曆年任
- 翁汝遇，浙江进士，萬曆年任
- 何廷魁，山西大同进士，萬曆年任
- 孫鳳翔，山东举人，萬曆年任
- 侯國，陕西举人，萬曆年任
- 趙子真，北直举人，萬曆年任
- 謝子詔，天啓年任
- 胡鹗，天啓年任
- 苗自成，北直顺天举人，崇祯年任
- 安傅，山东举人，崇祯年任
- 边仑，北直举人，崇祯年任
- 苗进忠，北直进士，崇祯年任
- 邓希皋，崇祯年任
- 赵虞佐，山西举人，崇祯年任
- 文運衡，陕西人，崇祯年任

## 延伸阅读
[在维基数据编辑]
 《欽定古今圖書集成·方輿彙編·職方典·衛輝府部》，出自陈梦雷《古今圖書集成》